# Linia kolejowa nr 271

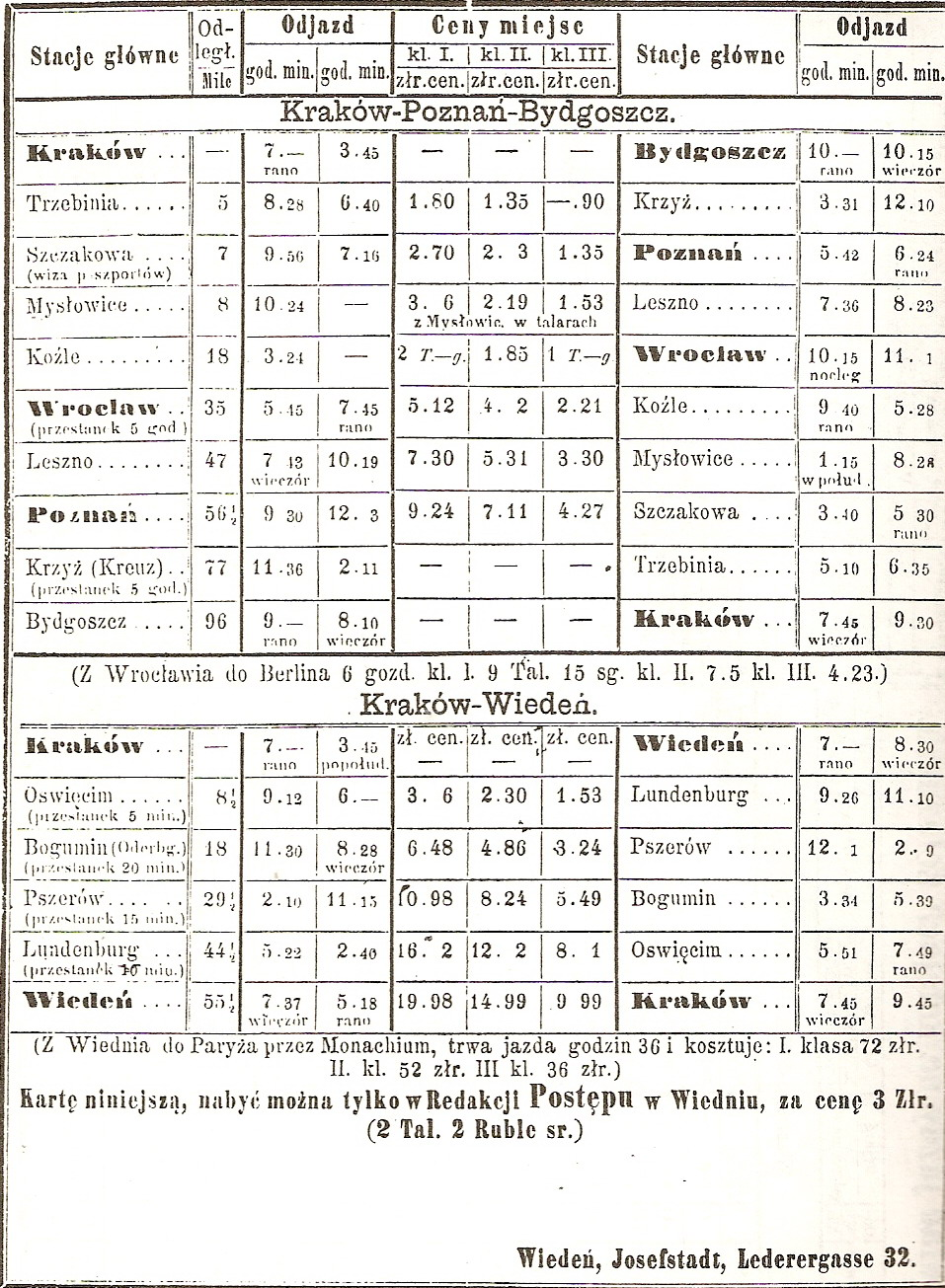
Rozkład jazdy z 1862 r.

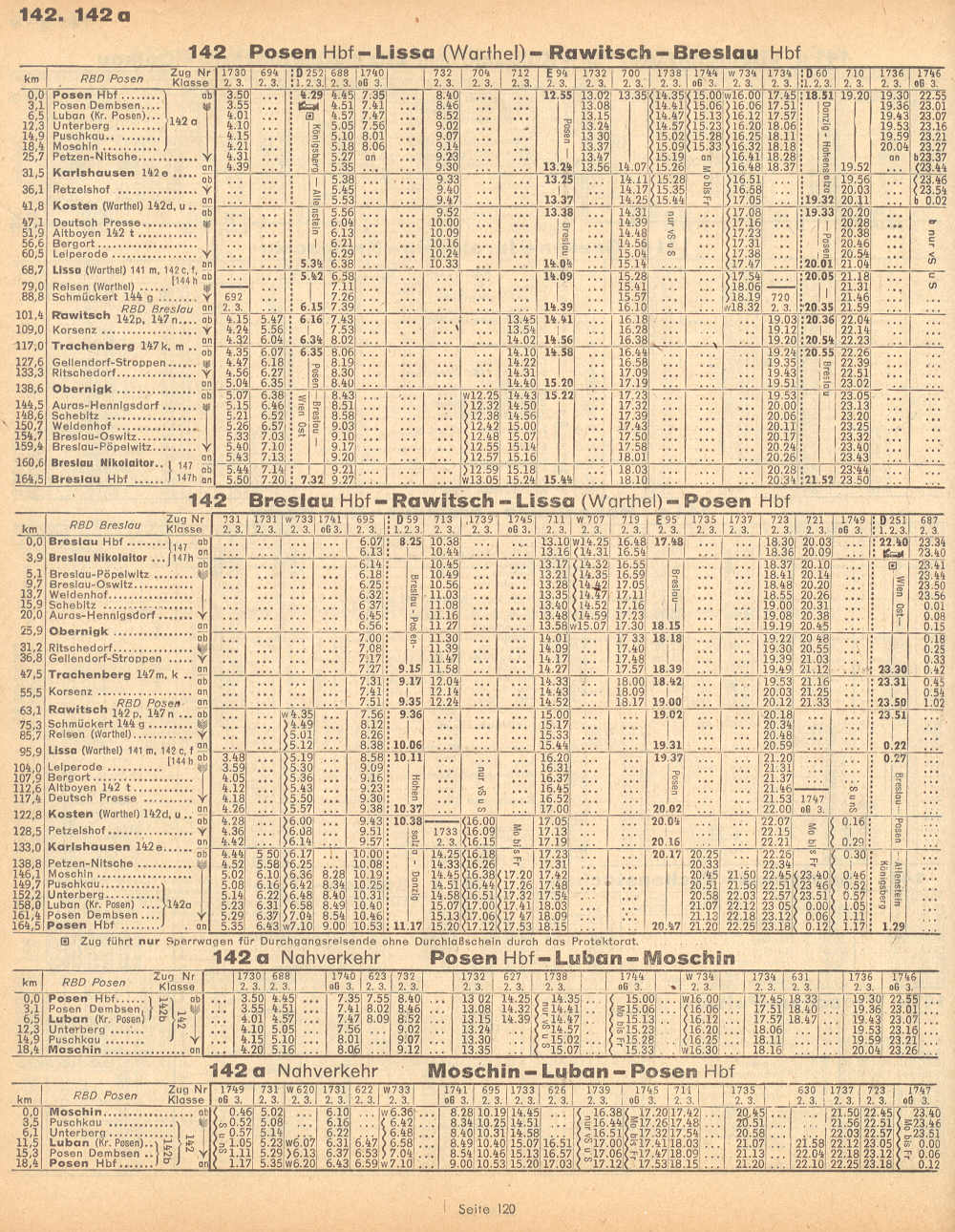
Rozkład jazdy Niemieckich Kolei Rzeszy (DR) na lata 1941/42

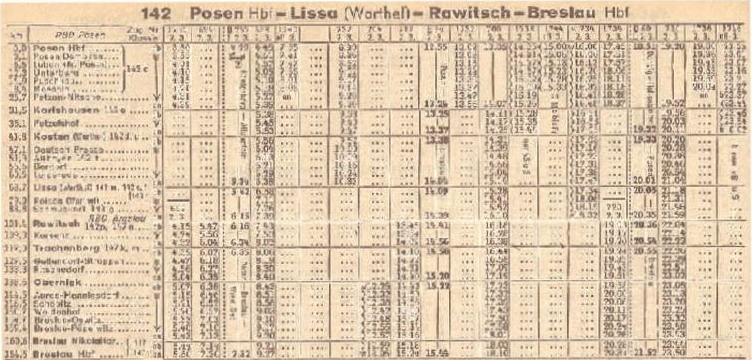
Rozkład jazdy Niemieckich Kolei Rzeszy (DR) na lata 1944/45

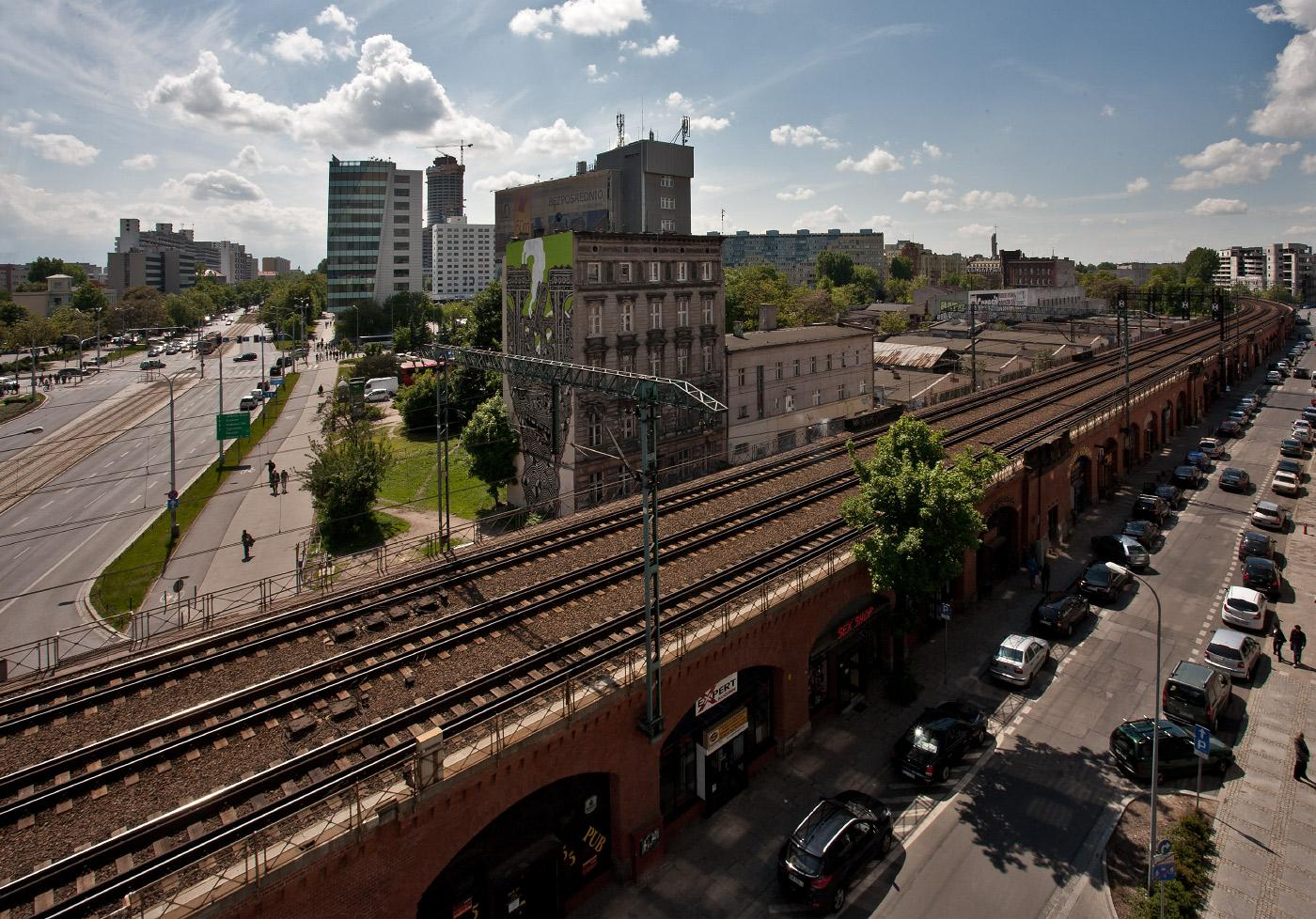
Linia 271 na estakadzie kolejowej we Wrocławiu

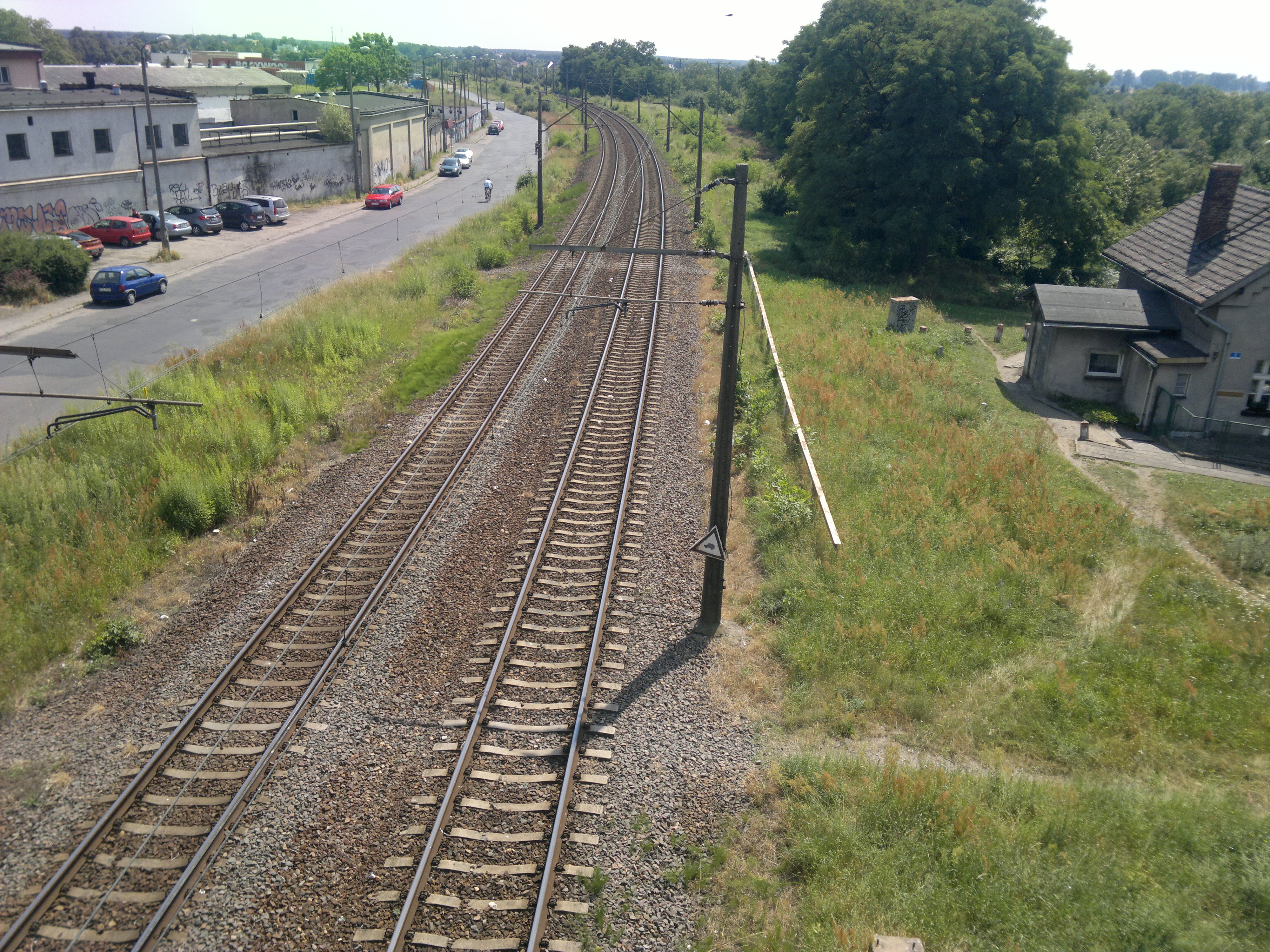
Linia kolejowa 271 w Lesznie (kierunek Wrocław)

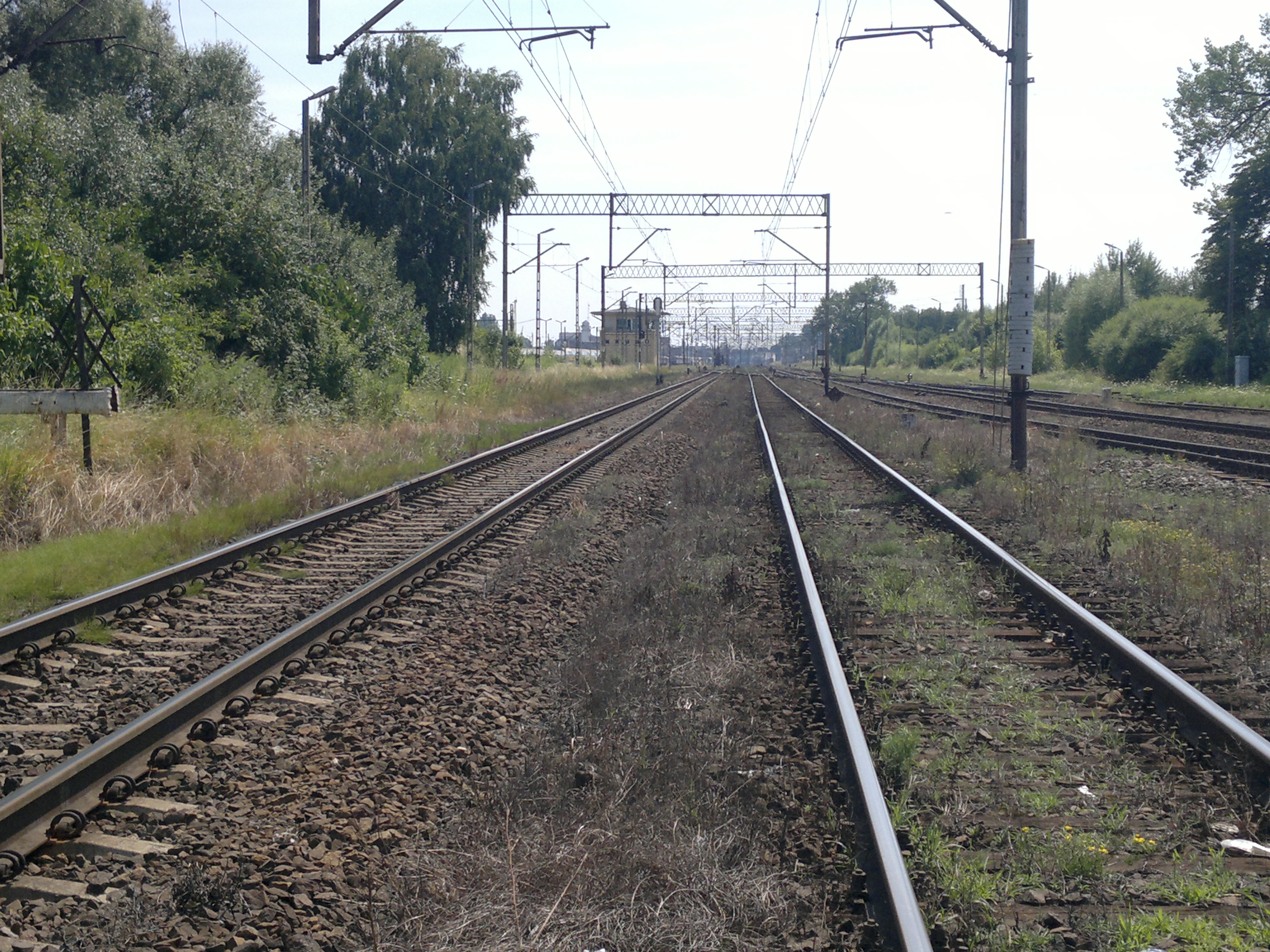
Linia kolejowa 271 w Lesznie (po modernizacji, kierunek stacja Leszno)

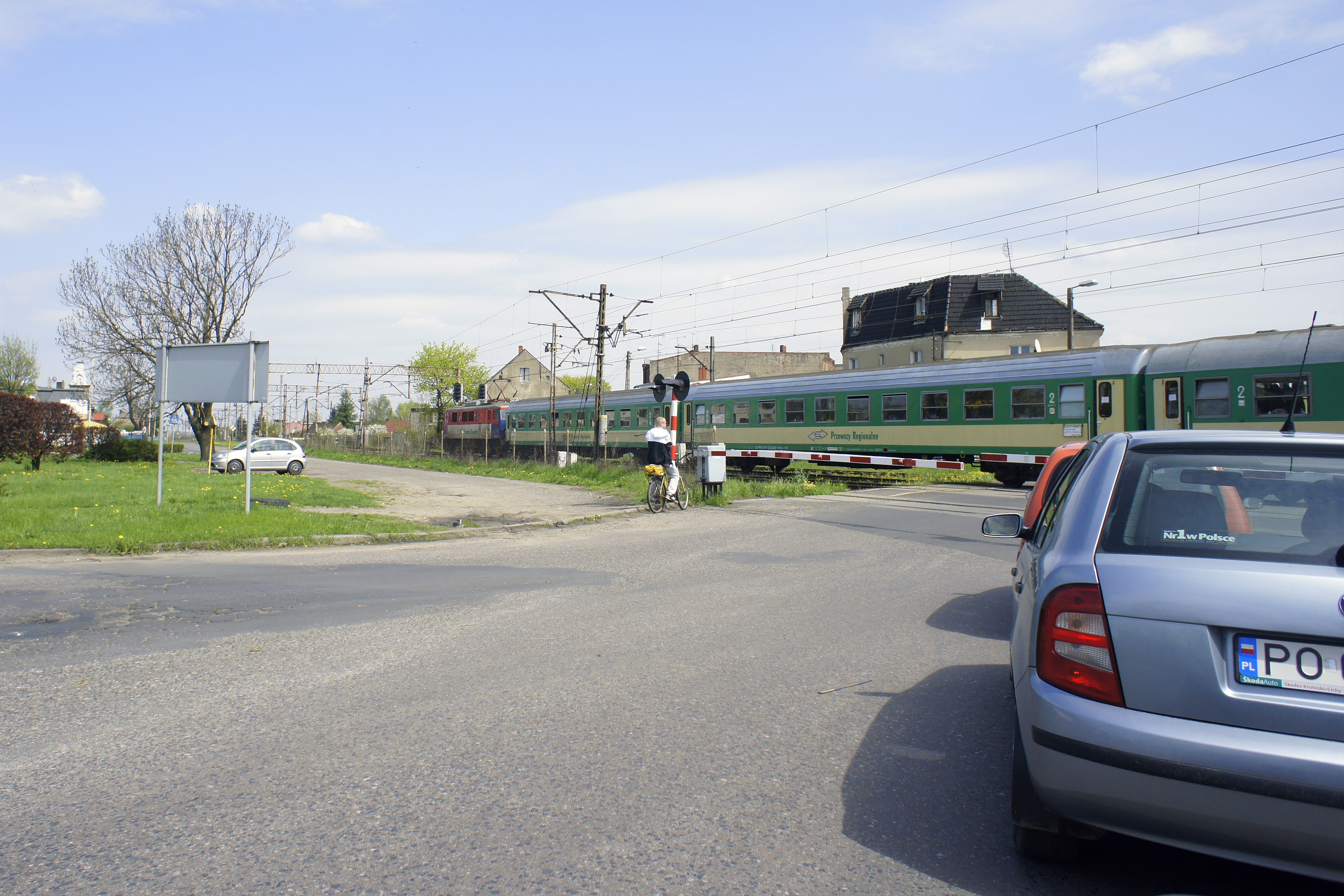
Rogatki w ul. Kościańskie Przedmieście w Czempiniu

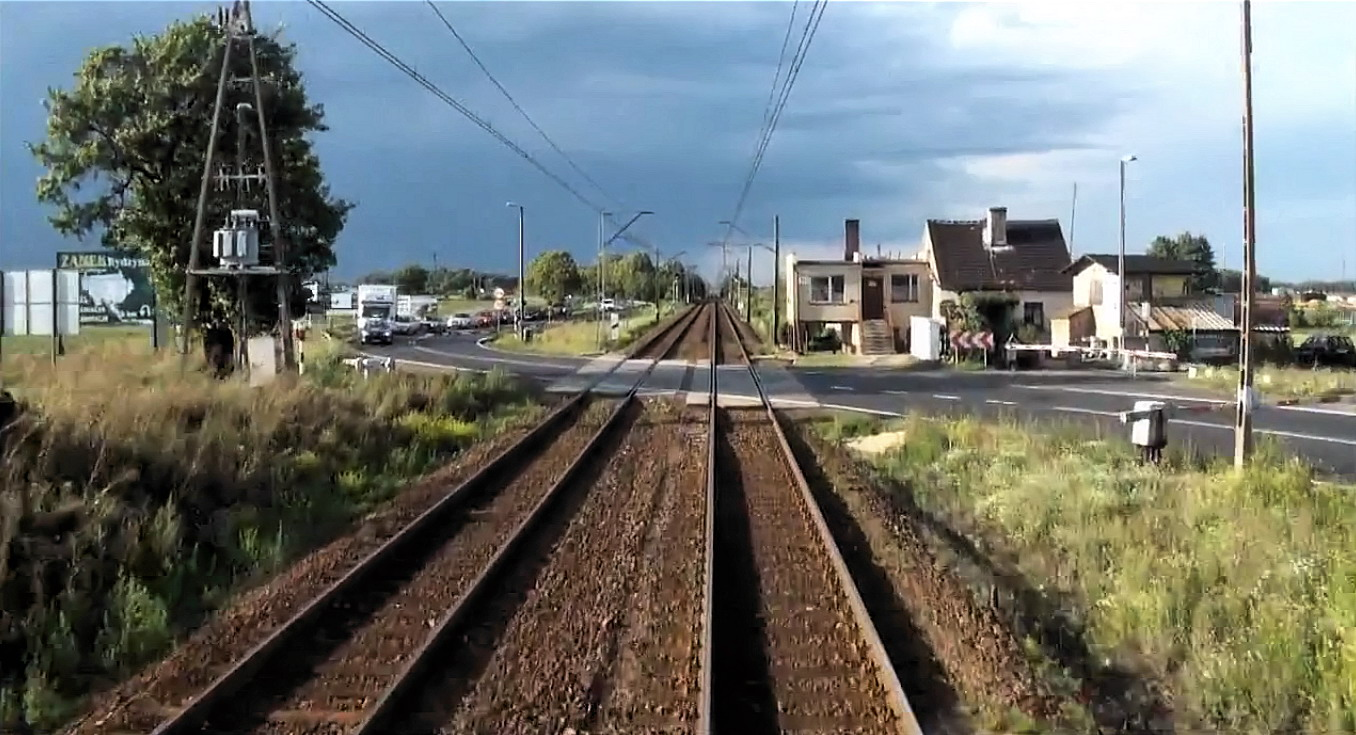
Nieistniejące obecnie skrzyżowanie linii kolejowej nr 271 z drogą wojewódzką nr 309 (dawniej z drogą krajową nr 5)

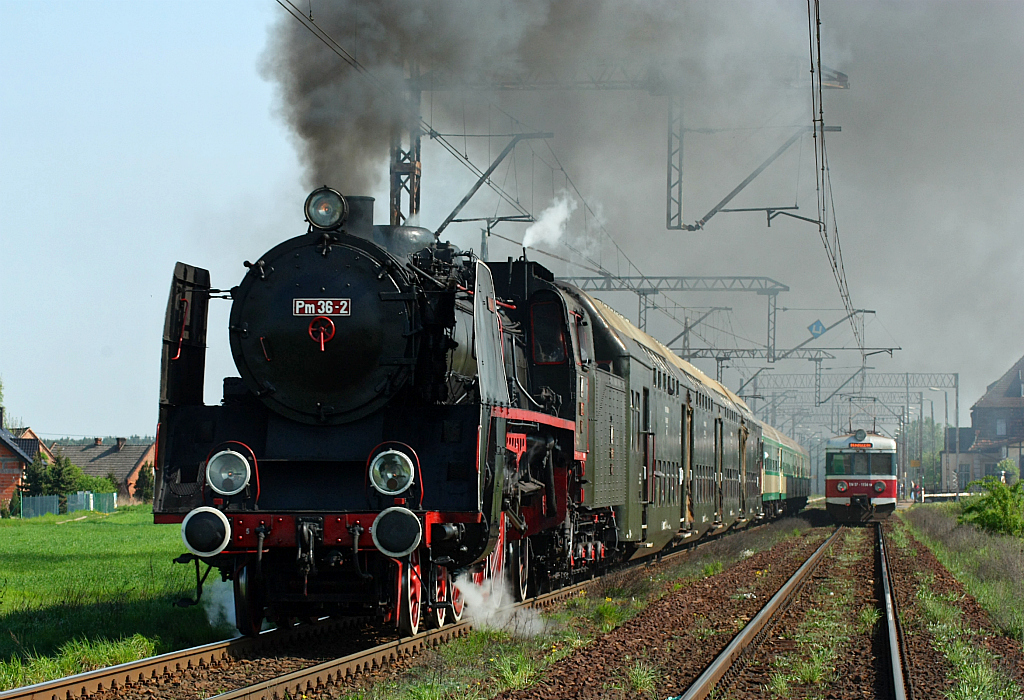
Piękna Helena na linii 271 w Iłowcu

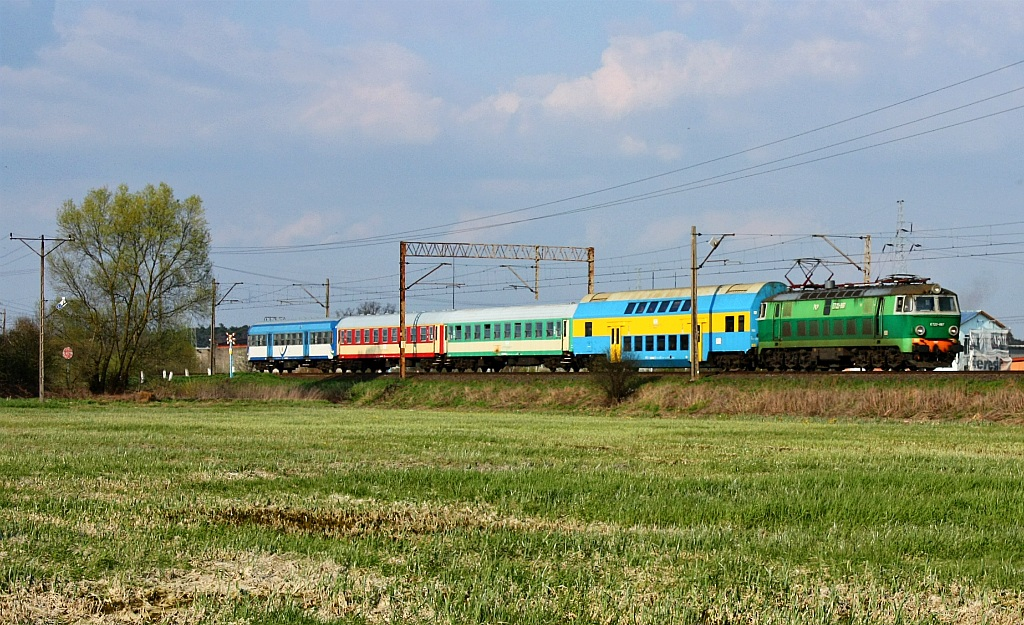
ET22-887 + IR 56110 Mamry na linii 271 w okolicach Pecnej

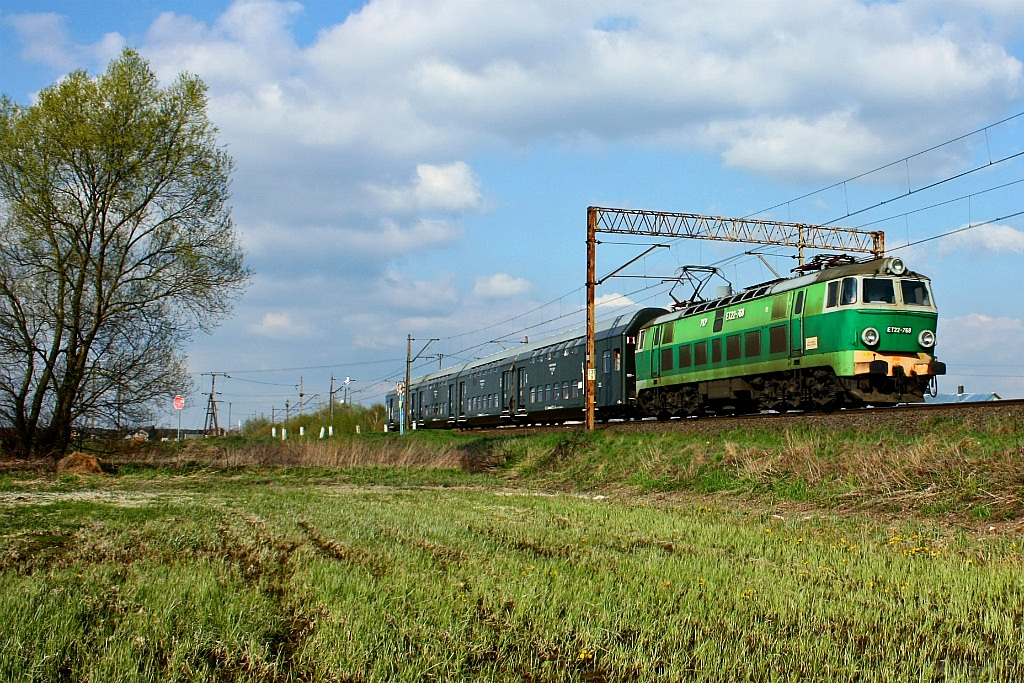
ET22-768 + R 77738 relacji Poznań Gł. – Leszno

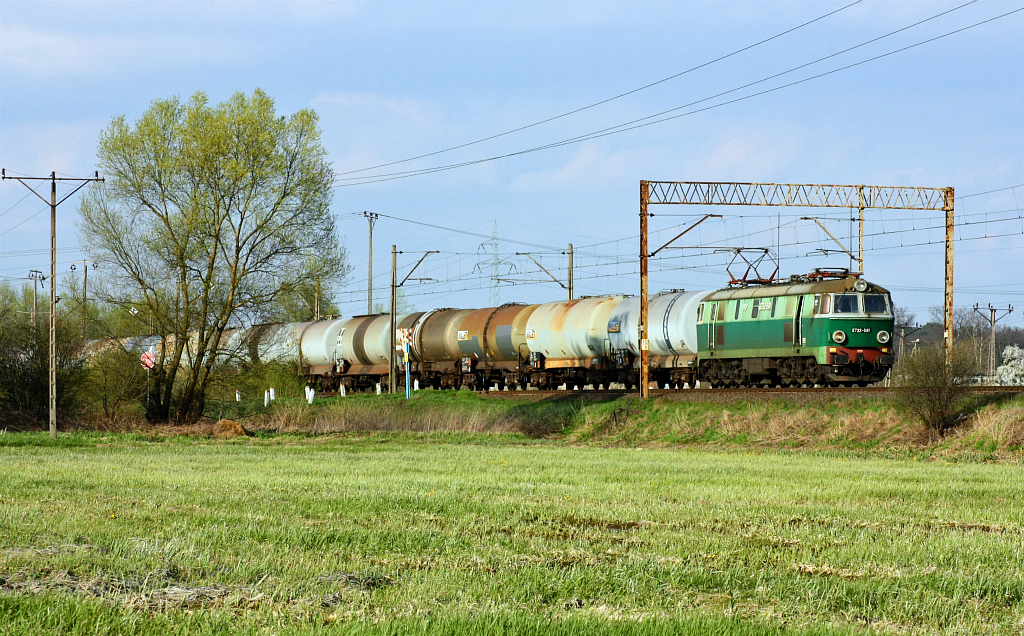
ET22-581 z cysternami

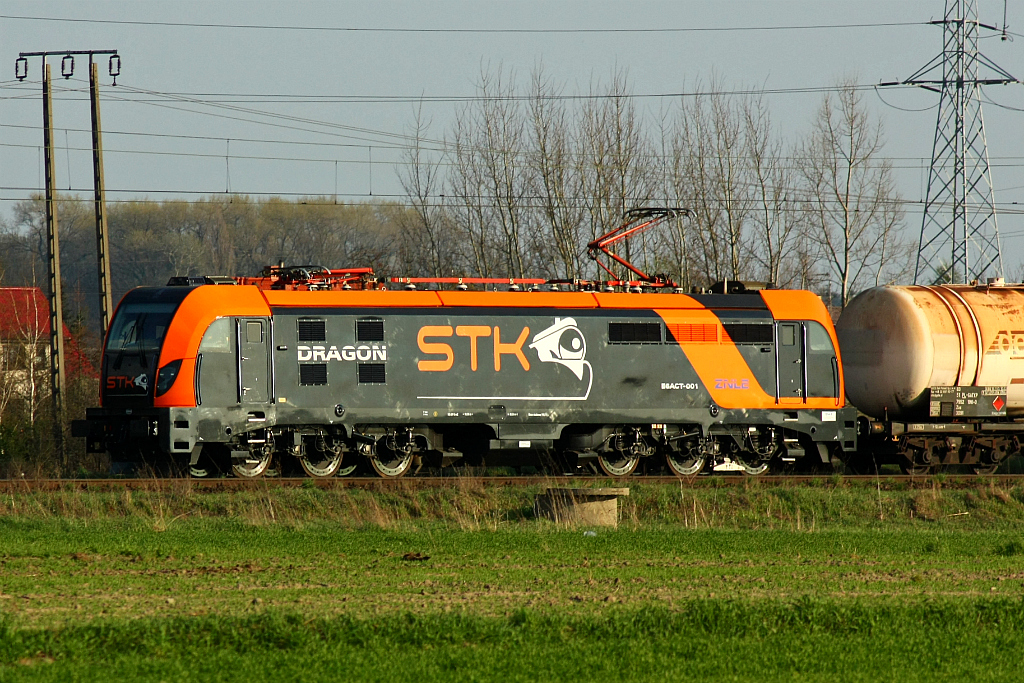
Dragon z cysternami

Linia kolejowa nr 271 Wrocław Główny – Poznań Główny – zelektryfikowana, prawie w całości dwutorowa linia kolejowa znaczenia państwowego o długości 164,212 km. Stanowi element Transeuropejskiej Sieci Transportowej (TEN-T) – magistrali E 59 ujętej w Umowie europejskiej o głównych międzynarodowych liniach kolejowych (AGC). Linia kolejowa nr 271 jest obecnie jednym z najintensywniej eksploatowanych odcinków infrastruktury zarządzanej przez PKP Polskie Linie Kolejowe.

## Historia
W 1853 roku podjęta została decyzja o budowie linii kolejowej łączącej Wrocław z Poznaniem (określanej mianem Drogi Żelaznej Wrocławsko-Poznańsko-Głogowskiej). Koncesję na budowę uzyskała Kolej Górnośląska. Spółka rozpoczęła budowę dnia 16 listopada 1853 r., wychodząc od Leszna równocześnie w trzech kierunkach: do Wrocławia, Poznania oraz Głogowa (obecnie według ewidencji PKP PLK jest to fragment linii kolejowej nr 14).
Budując linię główną we Wrocławiu konieczne było postawienie mostu kolejowego przez Odrę (w pobliżu dzisiejszego drogowego Mostu Milenijnego pomiędzy Popowicami a Osobowicami) – zrealizowano go w postaci 33-przęsłowej konstrukcji stalowej o łącznej długości 380 m (dwa przęsła były obrotowe, dzięki czemu utrzymano żeglowność rzeki w tym miejscu).
27 września 1856 roku linią kolejową przejechała na odcinku Wrocław Główny – Leszno próbna lokomotywa parowa. Pierwszy regularny kurs składu miał miejsce 27 października 1856 r. Uroczyste otwarcie linii nastąpiło dwa dni później, 29 października.
Wraz z linią wybudowano i oddano do użytku stacje: Puszczykowo, Mosina, Czempiń, Kościan, Stare Bojanowo, Lipno, Leszno, Rydzyna, Bojanowo, Rawicz, Żmigród, Osola, Oborniki Śląskie, Szewce, Osobowice, Wrocław Główny.
Początkowo linia była jednotorowa; drugi tor położony został po roku 1886.
W dwudziestoleciu międzywojennym linia kolejowa nr 271 była linią międzynarodową, a stacja w Lesznie pełniła funkcję stacji z kontrolą graniczną. Granicę przekraczały 2 pociągi osobowe oraz pociąg pospieszny 801/802 relacji Wrocław – Gdańsk – Wrocław. Do Rawicza docierały również 2 pociągi osobowe z Poznania.
Eksploatacja trakcji parowej na odcinku Leszno-Poznań w latach 50. XX wieku była dość utrudniona. Okresowo pojawiające się problemy z naborem wody, spowodowane brakiem czynnych żurawi wodnych m.in. na stacjach Oborniki Śląskie oraz Skokowa, sprawiały, że parowozy Ty4 z Leszna, powracające z obsługi ciężkich pociągów towarowych od Opola i Wrocławia, docierały do Żmigrodu z niemal suchym tendrem. W okolicach Pęgowa, gdzie istnieje spore wzniesienie, stosowano niekiedy parowozy Ty4 w charakterze lokomotyw popychających.
Na przełomie lat 60. i 70. XX wieku nastąpiła elektryfikacja linii Poznań – Wrocław. Przebiegała ona w trzech etapach:
- 31 maja 1969 r. – Poznań Główny – Puszczykówko
- 20 grudnia 1969 r. – Puszczykówko – Leszno
- 22 kwietnia 1970 r. – Leszno – Wrocław Główny[8]

Wzmożony ruch kolejowy przypadający na lata 60 i 70. XX wieku wymógł wybudowanie w roku 1977 nad torowiskiem linii kolejowej nr 271 (w km 95,183, kąt skrzyżowania 119°64′84″) w Lesznie wiaduktu, który ma za zadanie zwiększenie przepustowości ruchu samochodowego. Z tego samego powodu w 1969 roku wybudowano przejście podziemne łączące ulicę Słowiańską z ulicami Polną i Święciechowską.
W związku z budową autostrady A2, która przecina linię 271 pod torami, wybudowano tunel, a jednocześnie wiadukt kolejowy. Obiekt znajduje się w km 159,500 linii kolejowej Wrocław – Poznań wraz z łącznicą kolejową nr 802 (towarową) Poznań Starołęka – Luboń koło Poznania i terenem PKP SA zarezerwowanym dla przewidywanej stacji postojowej Poznań. Konstrukcja tunelu składa się z 14 segmentów. Prace wykonywane były od 23 marca 2001 godz. 22:00 do 26 marca 2001 godz. 13:00, po czym przywrócony został ruch pociągów.
W latach 1916–1918 kursował tędy okresowo Pociąg Bałkański, a w drugiej połowie lat 40. XX wieku przejeżdżał pociąg Balt-Orient-Express ze Sztokholmu do Stambułu.
1 października 2006 roku linia 271 obchodziła 150 lecie powstania. Z tej okazji odbyły się w Lesznie jubileuszowe uroczystości zainaugurowane kilka minut przed godziną 14, z chwilą wjazdu na tor przy peronie pierwszym od strony Wrocławia (tak samo jak przed 150 laty) pociągu specjalnego retro składającego się z parowozu Pm36-2 z parowozowni Wolsztyn znanego powszechnie jako Piękna Helena oraz zabytkowych wagonów.
W 2007 roku linia gościła Venice Simplon Orient Express (często (błędnie) utożsamiany ze słynnym Orient Expressem).
Według PKP Polskie Linie Kolejowe linia Wrocław – Poznań stanowi jeden z najintensywniej eksploatowanych odcinków infrastruktury kolejowej w Polsce. W ramach przygotowań do Euro 2012 PKP PLK dokonało rewitalizacji linii kolejowej nr 271 Wrocław – Poznań na odcinkach:
- Rawicz – Leszno – Czempiń
- Korzeńsko – Rawicz,

zwiększając odpowiednio maksymalną prędkość pociągów (według tabeli Wykaz maksymalnych prędkości).
5 maja 2017 PKP PLK podpisały z Torpolem umowę na modernizację odcinka Leszno – Czempiń, a 23 czerwca z konsorcjum Astaldi i Costruzioni Linee Ferroviarie na odcinek Rawicz – Leszno. 29 marca PKP PLK podpisały z Bombardierem umowę na montaż systemu ERTMS/ETCS na linii nr 271.
27 września 2018 Astaldi wypowiedziało kontrakt na modernizację odcinka Leszno – Czempiń. 31 października PKP PLK podpisały z Zakładem Robót Komunikacyjnych DOM Poznań (spółką zależną PKP PLK) umowę na kontynuację prac przerwanych przez Astaldi.

## Przebieg
Linia kolejowa nr 271 rozpoczyna się na stacji Wrocław Główny i biegnie od Dworca Głównego w kierunku zachodnim na estakadzie kolejowej do posterunku odgałęźnego Grabiszyn. Przechodzi przez stacje aglomeracji wrocławskiej: Wrocław Mikołajów, Wrocław Popowice (przejeżdżając mostem nad Odrą), Wrocław Osobowice i Wrocław Świniary. Od Odry do Pęgowa tory położone są na wysokości 110 m n.p.m. i następnie, aż do Skokowej, wznoszą się na wysokość ok. 175 m n.p.m. W miejscowości Żmigród przecina rzekę Barycz. Na tej stacji rozpoczyna się krótka bocznica do toru doświadczalnego Instytutu Kolejnictwa, znajdującego się 5 km na zachód od Żmigrodu. Następnie biegnie dalej w kierunku Rawicza. Pomiędzy przystankiem kolejowym Korzeńsko a Rawiczem przekracza granicę województw dolnośląskiego i wielkopolskiego, która to była do 1939 r. granicą państwową. Następnie linia przecina Wysoczyznę Bojanowską, wznoszącą się do 110–115 m n.p.m. Stacją węzłową na trasie jest Leszno. Między Lesznem a Lipnem przecina drogę krajową nr 5 i ciągnie się wzdłuż morenowych Wzgórz Rudnowskich (186 m n.p.m.). Następnie biegnie w kierunku Kościana i Czempinia, przecinając wysoczyznę morenową i szeroką dolinę należącą do zlewni rzeki Warty. Dział wodny pomiędzy zlewniami Warty i Odry jest praktycznie niedostrzegalny w płaskim terenie ciągnącym się od Kościana do Czempinia. Od Leszna do Mosiny linia stopniowo opada (35–40 m na odcinku 50 km). Pomiędzy Mosiną a Puszczykowem prowadzi wąskim pasem terenu nad brzegiem rzeki, ograniczonym od wschodu wyżej położonym obszarem zalesionym stanowiącym otulinę Wielkopolskiego Parku Narodowego. Następnie przebiega przez Luboń koło Poznania i ciągnąc się w kierunku północnym w pobliżu lewego brzegu Warty przekracza wiaduktem autostradę A2. Dalej biegnie do przystanku kolejowego Poznań Dębiec i kończy swój bieg na stacji Poznań Główny.

## Infrastruktura

### Węzły
| Stacja węzłowa      | Linia | Kierunek                       | Status    |
| ------------------- | ----- | ------------------------------ | --------- |
| Wrocław Główny      | 132   | Bytom                          | czynny    |
| Wrocław Główny      | 271   | Poznań Główny                  | czynny    |
| Wrocław Główny      | 273   | Szczecin Główny                | czynny    |
| Wrocław Główny      | 276   | Międzylesie                    | czynny    |
| Wrocław Główny      | 285   | Jedlina-Zdrój                  | czynny    |
| Rawicz              | 271   | Wrocław Główny – Poznań Główny | czynny    |
| Rawicz              | 362   | Kobylin – Legnica Północna     | nieczynny |
| Bojanowo            | 271   | Wrocław Główny – Poznań Główny | czynny    |
| Bojanowo            | 372   | Góra Śląska                    | nieczynny |
| Leszno              | 14    | Łódź Kaliska – Forst           | czynny    |
| Leszno              | 271   | Wrocław Główny – Poznań Główny | czynny    |
| Leszno              | 359   | Zbąszyń                        | czynny    |
| Leszno              | 360   | Jarocin                        | czynny    |
| Leszno              | 817   | Leszno Grzybowo                | czynny    |
| Kościan             | 271   | Wrocław Główny – Poznań Główny | czynny    |
| Kościan             | 366   | Miejska Górka                  | nieczynny |
| Kościan             | 376   | Opalenica                      | nieczynny |
| Luboń koło Poznania | 271   | Wrocław Główny – Poznań Główny | czynny    |
| Luboń koło Poznania | 357   | Sulechów                       | czynny    |
| Luboń koło Poznania | 802   | Poznań Starołęka               | czynny    |
| Poznań Główny       | 3     | Warszawa Zachodnia – Kunowice  | czynny    |
| Poznań Główny       | 271   | Wrocław Główny                 | czynny    |
| Poznań Główny       | 272   | Kluczbork                      | czynny    |
| Poznań Główny       | 351   | Szczecin Główny                | czynny    |
| Poznań Główny       | 354   | Piła Główna                    | czynny    |

### Punkty eksploatacyjne
| Km                                                                              | Nazwa (dawne nazwy)                                        | Zdjęcie | Liczba krawędzi peronowych | Infrastruktura | Źródło |
| ------------------------------------------------------------------------------- | ---------------------------------------------------------- | ------- | -------------------------- | --- | ------ |
| 0,000                                                                           | Wrocław Główny Breslau Centralbahnhof Breslau Hauptbahnhof |         | 10                         | Stacja węzłowa, kasy biletowe, całodobowy biletomat lokomotywownia wieża ciśnień tory odstawcze poczekalnia                                          | [ 25 ] |
| 3,702                                                                           | Wrocław Mikołajów Breslau Nikolaitor                       |         | 4                          | Stacja kolejowa, kasy biletowe, całodobowy biletomat                                                                                                 | [ 26 ] |
| 4,600                                                                           | Wrocław Popowice Breslau Pöpelwitz                         |         | 2                          | Stacja kolejowa | [ 27 ] |
| 6,600                                                                           | Wrocław Różanka                                            |         | 2                          | Przystanek osobowy | [ 28 ] |
| 9,718                                                                           | Wrocław Osobowice Oswitz, Breslau Oswitz                   |         | 2                          | Stacja kolejowa, kasy nieczynne | [ 29 ] |
| 13,720                                                                          | Wrocław Świniary Weidenhof, Widawa nad Odrą                |         | 2                          | Przystanek osobowy | [ 30 ] |
| 15,850                                                                          | Szewce Scheibitz                                           |         | 2                          | Przystanek osobowy | [ 31 ] |
| 19,954                                                                          | Pęgów Auras Hennigsdorf, Uradz Śląski                      |         | 2                          | Przystanek osobowy, kasy nieczynne | [ 32 ] |
| 26,376                                                                          | Oborniki Śląskie Obernigk                                  |         | 2                          | Stacja kolejowa, kasa czynna | [ 33 ] |
| 31,203                                                                          | Osola Ritschendorf, Osolinów                               |         | 2                          | Przystanek osobowy, kasa zlikwidowana | [ 34 ] |
| 36,239                                                                          | Skokowa Gellendorf-Stroppen, Stroppen Bahn, Stróża         |         | 3                          | Stacja kolejowa, kasa czynna, wieża wodna poczekalnia                                                                                                | [ 35 ] |
| 47,151                                                                          | Żmigród Trachenberg (Reichsbahn)                           |         | 3                          | Stacja kolejowa, kasa czynna, łącznica z torem doświadczalnego Instytutu Kolejnictwa                                                                 | [ 36 ] |
| 51,946                                                                          | Garbce                                                     |         | 2                          | Przystanek osobowy | [ 37 ] |
| 55,479                                                                          | Korzeńsko Korsenz, Korzeniec                               |         | 2                          | Przystanek osobowy, kasa czynna | [ 38 ] |
| granica województw dolnośląskiego i wielkopolskiego , granica państwa do 1939 / |                                                            |         |                            | |        |
| 63,062                                                                          | Rawicz Rawitsch                                            |         | 3                          | Stacja kolejowa, kasa czynna poczekalnia przejście podziemne wieża wodna tory odstawcze                                                              | [ 39 ] |
| 75,311                                                                          | Bojanowo Schmückert                                        |         | 3                          | Stacja kolejowa, kasa biletowa lokomotywownia wieża ciśnień                                                                                          | [ 40 ] |
| 81,856                                                                          | Kaczkowo Katschkau                                         |         | 2                          | Przystanek osobowy | [ 41 ] |
| 85,640                                                                          | Rydzyna Reisen                                             |         | 3                          | Przystanek osobowy, kasy nieczynne | [ 42 ] |
| 95,798                                                                          | Leszno Lissa Lissa i. Posen                                |         | 9                          | Stacja węzłowa, kasy biletowe, całodobowy biletomat poczekalnia przejście podziemne lokomotywownia obrotnica wagonownia wieża ciśnień tory odstawcze | [ 43 ] |
| 103,997                                                                         | Lipno Nowe Leiperode                                       |         | 3                          | Przystanek osobowy, kasy nieczynne | [ 44 ] |
| 107,885                                                                         | Górka Duchowna Bergort                                     |         | 2                          | Przystanek osobowy, kasa zlikwidowana | [ 45 ] |
| 112,546                                                                         | Stare Bojanowo Alt Boyen                                   |         | 2                          | Stacja kolejowa, kasa nieczynna | [ 46 ] |
| 117,207                                                                         | Przysieka Stara Deutsch Presse                             |         | 2                          | Stacja kolejowa, kasa zlikwidowana | [ 47 ] |
| 122,707                                                                         | Kościan Kosten                                             |         | 3                          | Stacja kolejowa, kasy czynne poczekalnia przejście podziemne lokomotywownia wieża ciśnień tory odstawcze                                             | [ 48 ] |
| 128,385                                                                         | Oborzyska Stare Petzelshof                                 |         | 2                          | Przystanek osobowy, kasa czynna | [ 49 ] |
| 132,946                                                                         | Czempiń Tschempin, Karlshausen                             |         | 4                          | Stacja kolejowa, kasa czynna lokomotywownia wieża ciśnień tory odstawcze                                                                             | [ 50 ] |
| 138,767                                                                         | Iłowiec Petzen-Nitsche                                     |         | 2                          | Przystanek osobowy, kasa czynna | [ 51 ] |
| 142,150                                                                         | Drużyna Poznańska                                          |         | 2                          | Przystanek osobowy | [ 52 ] |
| 146,091                                                                         | Mosina Moschin                                             |         | 3                          | Stacja kolejowa, kasa czynna wieża wodna | [ 53 ] |
| 149,640                                                                         | Puszczykówko Puschkau                                      |         | 2                          | Stacja kolejowa, kasa czynna | [ 54 ] |
| 152,255                                                                         | Puszczykowo Unterberg, Puschkau                            |         | 2                          | Przystanek kolejowy, kasa nieczynna przejście podziemne                                                                                              | [ 55 ] |
| 157,933                                                                         | Luboń koło Poznania Lobau, Luban, Żabikowo, Luboń          |         | 3                          | Stacja kolejowa, kasa czynna poczekalnia | [ 56 ] |
| 160,758                                                                         | Poznań Dębiec Posen Dembsen                                |         | 2                          | Przystanek kolejowy, kasa czynna poczekalnia | [ 57 ] |
| 164,454                                                                         | Poznań Główny Posen Hauptbahnhof                           |         | 14                         | Stacja węzłowa, kasy biletowe, całodobowy biletomat poczekalnia przejście podziemne lokomotywownia wieża ciśnień tory odstawcze                      | [ 58 ] |

## Charakterystyka techniczna
Linia na całej długości wyposażona jest w elektromagnesy SHP.
| Tor 1       | Tor 1               | Tor 1            | Tor 1            |                     | odcinek linii | odcinek linii |                  | Tor 2            | Tor 2       | Tor 2 | Tor 2 |
| klasa linii | pociągi pasażerskie | autobusy szynowe | pociągi towarowe | pociągi pasażerskie | odcinek linii | odcinek linii | autobusy szynowe | pociągi towarowe | klasa linii |       |       |
| klasa linii | pociągi pasażerskie | autobusy szynowe | pociągi towarowe | pociągi pasażerskie | km pocz.      | km końcowy    | autobusy szynowe | pociągi towarowe | klasa linii |       |       |
| C3          | 60                  | 60               | 0                | -0,458              | -0,304        | x             | x                | x                | x           |       |       |
| C3          | 60                  | 60               | 0                | -0,304              | 2,000         | 60            | 60               | 20               | C3          |       |       |
| C3          | 60                  | 60               | 60               | 60                  | 2,000         | 60            | 60               | 5,186            | C3          | 60    |       |
| D3          | 160                 | 160              | 80               | 5,186               | 6,100         | 60            | 60               | D3               |             | 60    |       |
| D3          | 160                 | 160              | 80               | 6,100               | 9,000         | 160           | 160              | D3               | 120         |       |       |
| D3          | 160                 | 160              | 120              | 9,000               | 10,600        | 160           | 160              | D3               | 120         |       |       |
| D3          | 160                 | 160              | 80               | 10,600              | 19,100        | 160           | 160              | D3               | 120         |       |       |
| D3          | 160                 | 160              | 80               | 19,100              | 25,682        | 160           | 160              | D3               | 80          |       |       |
| C3          | 160                 | 160              | 80               | 25,682              | 26,652        | 160           | 160              | D3               | 80          |       |       |
| D3          | 160                 | 160              | 80               | 26,652              | 27,500        | 160           | 160              | D3               | 80          |       |       |
| D3          | 160                 | 160              | 120              | 27,500              | 35,300        | 160           | 160              | D3               | 120         |       |       |
| D3          | 160                 | 160              | 80               | 35,300              | 36,150        | 160           | 160              | D3               | 120         |       |       |
| D3          | 160                 | 160              | 80               | 36,150              | 38,200        | 80            | 80               | D3               | 60          |       |       |
| D3          | 160                 | 160              | 120              | 38,200              | 59,697        | 140           | 140              | D3               | 120         |       |       |
| D3          | 160                 | 160              | 80               | 59,697              | 61,300        | 140           | 140              | D3               | 80          |       |       |
| D3          | 120                 | 120              | 50               | 61,300              | 68,000        | 120           | 120              | D3               | 50          |       |       |
| D3          | 100                 | 100              | 50               | 68,000              | 94,750        | 120           | 120              | D3               | 50          |       |       |
| D3          | 50                  | 50               | 50               | 94,750              | 96,100        | 50            | 50               | D3               | 50          |       |       |
| D3          | 80                  | 80               | 50               | 96,100              | 99,000        | 50            | 50               | D3               | 50          |       |       |
| D3          | 80                  | 80               | 50               | 99,000              | 122,000       | 100           | 100              | D3               | 50          |       |       |
| D3          | 60                  | 60               | 50               | 122,000             | 131,080       | 100           | 100              | D3               | 50          |       |       |
| D3          | 60                  | 60               | 50               | 131,080             | 134,500       | 80            | 80               | D3               | 50          |       |       |
| D3          | 60                  | 60               | 50               | 134,500             | 144,500       | 100           | 100              | D3               | 50          |       |       |
| D3          | 60                  | 60               | 50               | 144,500             | 164,455       | 60            | 60               | D3               | 50          |       |       |

Powyższa tabela nie uwzględnia ograniczeń prędkości wynikających z Wykazu ostrzeżeń stałych.

## Ruch pociągów

### Pociągi regionalne
Regularny ruch pasażerski prowadzony jest na całej trasie przez przewoźnika Polregio. Najwięcej pociągów pasażerskich rozpoczyna swój bieg w Lesznie, a kończy w Poznaniu (w rozkładzie na rok 2019) – 15 par w dni robocze. Najmniej pociągów kursuje na całej długości trasy pomiędzy Wrocławiem a Poznaniem (7 par w dni robocze). W rozkładzie przewidzianych jest 9 par pociągów między Lesznem a Wrocławiem i dwie pary pociągów, dla których stacją początkową jest Leszno a końcową Rawicz (rozkład na rok 2016).

### Pociągi dalekobieżne
Pociągi dalekobieżne uruchamiane są przez PKP Intercity.

### Pociągi towarowe
W okresie przed modernizacją linia kolejowa nr 271 (stanowi ona fragment magistrali kolejowej E 59) była tranzytową dla pociągów towarowych jadących z południa na północ (i odwrotnie). Obsługiwała przede wszystkim cały ruch towarowy Chałupki – Świnoujście. Aktualnie ruch towarowy z powodu prac modernizacyjnych został znacznie ograniczony, aczkolwiek nie wyeliminowany całkowicie.

## Modernizacja
Wzmożony ruch towarowy i postępująca degradacja infrastruktury kolejowej spowodowały wprowadzenie przez PKP Polskie Linie Kolejowe licznych ograniczeń prędkości pociągów, co wydłużyło czas ich jazdy odpowiednio o:
- pospiesznych pomiędzy Wrocławiem i Poznaniem o 15%,
- pociągów ekspresowych na tej samej trasie o 31%.

Od 2008 r. PKP PLK SA prowadzą modernizację linii kolejowej E59 na odcinku Wrocław – Poznań. Inwestycja ta jest współfinansowana ze środków Unii Europejskiej (Programu Operacyjnego Infrastruktura i Środowisko (Perspektywa finansowa 2007-2013)) i podzielona została na dwie fazy:
- faza I zakłada dostosowanie do prędkości 160 km/h z elementami rozwiązań dla 200 km/h w części dotyczącej układu geometrycznego torów, obiektów inżynieryjnych oraz rozstawu słupów trakcyjnych,

- faza II zakłada dostosowanie do prędkości 200 km/h pozostałych (wymagających dostosowania) elementów infrastruktury oraz wdrożenie Europejskiego Systemu Zarządzania Ruchem Kolejowym ERTMS i Europejskiego Systemu Sterowania Pociągiem ETCS. Realizacja tej fazy jest jednak uzależniona od wyników prac studialnych i analiz finansowo – ekonomicznych.

Aktualnie przeprowadzana jest faza I, która podzielona została na 4 etapy:
- etap I – opracowanie dokumentacji projektowej na odcinku Wrocław – Poznań (161,7 km linii); finansowanie zgodne z decyzją Komisji Europejskiej z dnia 27 grudnia 2004 r. dla projektu nr CCI 2004/PL/16/C/PT/005 (wartość projektu 30 000 000,00 €),
- etap II (Projekt CCI 2007PL16PR001 o wartości 390 291 000,00 €) – wykonanie robót budowlanych na odcinku Wrocław – granica województwa dolnośląskiego (58 km linii), realizowany w ramach POIiŚ 7.1-4,
- etap III (szacunkowa wartość 211 000 000,00 €) – wykonanie robót budowlanych na odcinku Czempiń – Poznań (31,4 km linii),
- etap IV (szacunkowa wartość 484 000 000,00 €) – wykonanie robót budowlanych na odcinku granica województwa dolnośląskiego – Czempiń (72,3 km linii).

Wynikiem modernizacji linii E 59 w ramach Fazy I na odcinku Wrocław – Poznań będzie:
- wprowadzenie prędkości 160 km/h dla pociągów pasażerskich i 120 km/h dla pociągów towarowych,
- skrócenie o 30–60 minut czasu jazdy pociągów w ruchu pasażerskim oraz o 45 minut pociągów towarowych w stosunku do obecnego rozkładu jazdy,
- zwiększenie na modernizowanym odcinku nacisku na oś do 221 kN,
- stworzenie przewoźnikom możliwości przygotowania atrakcyjnej oferty przewozowej osób i towarów (w tym możliwość wprowadzenia nowego i nowoczesnego taboru),
- zminimalizowanie negatywnego wpływu linii kolejowej na środowisko naturalne,
- poprawa bezpieczeństwa na przejazdach kolejowo-drogowych w wyniku ograniczenia ich ilości i przejęcia funkcji zlikwidowanych przejazdów przez nowo wybudowane obiekty inżynieryjne i drogi dojazdowe,
- dostosowanie peronów do potrzeb osób niepełnosprawnych (wyposażenie w pochylnie lub windy dla osób niepełnosprawnych),
- przystosowanie części przebudowywanych przepustów oraz obiektów mostowych do funkcji przejść dla zwierząt[62].

Linia kolejowa nr 271 na potrzeby przeprowadzanej modernizacji została podzielona na trzy części zadaniowe:
- Lot A: Wrocław – Rawicz (granica woj. dolnośląskiego), o długości 58 km z Lokalnym Centrum Sterowania (LCS) Wrocław,
- Lot B: Rawicz – Czempiń, o długości 72,3 km z LCS Leszno,
- Lot C: Czempiń – Poznań, o długości 31,4 km z LCS Poznań[63].

Pod koniec stycznia 2013 PKP PLK podpisało z konsorcjum firm FCC Construcción, AZVI oraz Decoma umowę na modernizację linii nr 271 na odcinku Poznań – Czempin.
W roku 2014 wymieniono północne przęsło wiaduktu nad ul. Grabiszyńską we Wrocławiu; w lipcu 2015 zdemontowano pozostałe dwa przęsła i rozpoczęto ich wymianę. Ruch pociągów odbywał się tylko po jednym torze.
W styczniu 2015 r. zakończyła się przebudowa zachodniego mostu nad Odrą we Wrocławiu. Została całkowicie wymieniona konstrukcja przęseł mostowych, a 29 filarów zostało poddanych pracom konserwacyjnym i wzmocnieniu. Wschodni most odnowiono w roku 2013.
W połowie lutego 2015 PKP PLK zerwało umowę na modernizację odcinka Czempiń – Poznań z firmą FCC Construcción. Aby przyśpieszyć inwestycję PKP PLK zdecydowało się na podzielenie pozostałych prac na kilka osobnych części. 19 sierpnia PKP PLK podpisało z konsorcjum firm Pozbud T&R, Alusta i Dekpol umową na wykonanie jednej z nich, a 5 października i 28 października z firmą Trakcja PRKiI na kolejne z nich (prace torowe i 2 wiadukty) oraz 30 października ze Skanską na budowę jednego wiaduktu.

### Lot A[71]
W ramach Lotu A 1 października 2008 r. PKP PLK podpisały umowę inwestycyjną nr CCI/2007PL161PR001-02 na wykonanie robót budowlanych pn. przebudowa szlaku Skokowa-Żmigród w ramach projektu NR CCI2007PL161PR001 Modernizacja linii kolejowej E 59 odcinek Wrocław-Poznań, Etap II LOT A: Wrocław-granica województwa dolnośląskiego. Wykonawcą umowy zostało Konsorcjum – Skokowa w składzie: FEROCO S.A. (lider) oraz Torpol Sp. z o.o. (partner). Wartość umowy współfinansowanej ze środków Unii Europejskiej wyniosła 83 453 287,19 zł (brutto).
Prace na szlaku Skokowa-Żmigród rozpoczęto w styczniu 2009 r. i zakończono w połowie 2010 r., jednakże już 1 grudnia 2009 r. obydwa zmodernizowane tory zostały oddane do użytku. Modernizacja objęła głównie szlak. Zmodernizowano 15 przepustów, zlikwidowano dwa przejazdy kolejowo-drogowe; w jednym przypadku z powodu likwidacji przejazdu wybudowano drogę równoległą dojazdową o długości ok. 1400 m. W ramach modernizacji przebudowano również system odwodnienia.
W pozostałym zakresie w ramach Lotu A PKP PLK ogłosiły przetarg nieograniczony pod nazwą zamówienia Roboty budowlane podstawowe liniowe na odcinku Wrocław Grabiszyn – Skokowa i Żmigród – granica woj. dolnośląskiego” w ramach projektu POIiŚ 7.1 – 4 „Modernizacja linii kolejowej E 59 na odcinku Wrocław – Poznań, Etap II – odcinek Wrocław – granica woj. dolnośląskiego.
Przedmiotem ogłoszonego zamówienia jest wykonanie wielobranżowych robót budowlanych w zakresie kompleksowej przebudowy linii kolejowej na określonych odcinkach: Podg Wrocław Grabiszyn – stacja Skokowa od km 1,700 do km 38,200, stacja Żmigród – granicy woj. dolnośląskiego od km 46,400 do km 59,697 oraz roboty realizowane w ramach uzupełnienia na odcinku Skokowa Żmigród od km 38,200 do km 46,400. Zadanie realizowane jest w ramach Programu Operacyjnego Infrastruktura i Środowisko 2007-2013; Projekt POIiŚ 7.1 – 4 Modernizacja linii kolejowej E 59 na odcinku Wrocław – Poznań Etap II – odcinek Wrocław – granica woj. dolnośląskiego znajduje się na Liście Indywidualnych Programów Ministerstwa Rozwoju Regionalnego POIiŚ pod nr 7.1- 4.
Projekt ma strategiczny charakter z punktu widzenia rozwoju społeczno-gospodarczego kraju i jest zgodny z drugim priorytetem strategicznym SRK – Poprawa stanu infrastruktury technicznej i społeczne – oraz trzecim celem horyzontalnym NSRO -Budowa i modernizacja infrastruktury technicznej i społecznej mającej podstawowe znaczenie dla wzrostu konkurencyjności.
Modernizacja objęta projektem polega na dostosowaniu linii kolejowej do prędkości V=160 km/h wraz z elementami rozwiązań dla prędkości V=200 km/h w części dotyczącej układu geometrycznego torów, przystosowania obiektów inżynieryjnych do nowych obciążeń dynamicznych, zwiększonych wymogów bezpieczeństwa i przygotowania sieci trakcyjnej w zakresie rozstawu podpór (fundamenty + słupy trakcyjne).
Roboty są podzielone na następujące grupy:
- roboty ogólne
- roboty pomiarowe
- roboty torowe z podtorzem i nawierzchnią przejazdów
- roboty odwodnieniowe
- roboty drogowe
- obiekty inżynieryjne
- zasilanie trakcji i odbiorów nietrakcyjnych
- sieć trakcyjna
- elektroenergetyka NN do 1 kV
- elektroenergetyka NN do 1 kV – obiektów kubaturowych
- roboty budowlane – rozbiórki
- roboty budowlane – obiekty kubaturowe
- konstrukcje inżynierskie – perony, rampy
- zagospodarowanie terenu
- sieci i urządzenia sanitarne i przemysłowe zewnętrzne
- instalacje i urządzenia sanitarne – obiekty kubaturowe
- ekrany akustyczne i ściany oporowe[74].

24 maja 2011 r. PKP PLK podpisały umowę na realizację wskazanej inwestycji. W wyniku przeprowadzonego postępowania przetargowego za najbardziej korzystną uznano ofertę przedstawioną przez konsorcjum w składzie: Przedsiębiorstwo Napraw Infrastruktury Sp. z o.o. (lider), PKP Energetyka S.A., Przedsiębiorstwo Robót Kolejowych i Inżynieryjnych S.A., Dolnośląskie Przedsiębiorstwo Napraw Infrastruktury Komunikacyjnej „DOLKOM” Sp. z o.o.. Wartość projektu wynosi 657 mln złotych (netto).
13 września 2012 r. Sąd Rejonowy dla Warszawy Pragi – Północ w Warszawie, Wydział IX Gospodarczy ds. Upadłościowych i Naprawczych wydał postanowienie o ogłoszeniu upadłości Przedsiębiorstwa Napraw Infrastruktury Sp. z o.o. z siedzibą w Warszawie z możliwością zawarcia układu. W dniu 22 kwietnia 2013 r. Przedsiębiorstwo Robót Kolejowych i Inżynieryjnych (PRKiI) podpisało ze znajdującym się w upadłości układowej Przedsiębiorstwem Napraw Infrastruktury (PNI) porozumienie, na mocy którego spółki mogły podpisać nową umowę wykonawczą modernizację odcinka linii E59 łączącego Wrocław z Poznaniem, w której PRKiI przejmie od PNI rolę lidera konsorcjum.